# Dika Mem
Dika Mem (født 31. august 1997) er en fransk håndboldspiller, som spiller i FC Barcelona og for Frankrigs herrehåndboldlandshold.
Dika Mem startede med at spille håndbold, da han var 13 år gammel. Han begyndte sin karriere i den franske klub Club Eaubonne, hvor han spillede til han var 15 år gammel. I de efterfølgende 2 sæsoner spillede han for det franske hold Pôle Espoir. I en alder af bare 17 år, skiftede han i 2015/2016 sæsonen til den franske Lidl Starligue klub Tremblay. Her scorede han 93 mål i 25 kampe. Han formåede også at vinde det europæiske mesterskab med Frankrigs u18 landshold. I 2016/2017 skrev han en 6 årig kontrakt med  FC Barcelona.
Han deltog ved verdensmesterskaberne i 2017 for Frankrigs A-landshold, hvor han vandt en guldmedalje.